# Metagioco
Il termine metagioco (in inglese metagame) definisce tutte quelle attività percepite come esterne o periferiche al gioco, nonostante siano spesso importanti per usufruirne al meglio; si tratta di aspetti che non derivano direttamente dalle regole, ma dall'interazione con l'ambiente dei giocatori: il loro atteggiamento, il loro stile di gioco, la loro reputazione e il contesto sociale nel quale si trovano.
Metagioco può indicare anche il pensare al gioco al di fuori di esso per trarne vantaggio ed ottenere risultati migliori.

## Classificazione
Richard Garfield lo definisce come "la maniera in cui un gioco interagisce con la nostra vita" e ne evidenzia quattro diverse categorie: cosa un giocatore apporta ad un gioco; cosa un giocatore prende da un gioco; cosa succede tra una partita ed un'altra; cosa accade durante una partita che non è prettamente gioco.

### Cosa un giocatore apporta al gioco
Un giocatore apporta sempre qualcosa ad un gioco, in maniera più o meno consapevole. Per esempio la scelta dei vari bastoni che un giocatore di golf decide di portare con sé a una partita o il mazzo che un giocatore porta a un torneo di Magic: l'adunanza. Nei giochi di carte collezionabili infatti, il costruirsi un mazzo e scegliere le giuste carte è un'attività che per molti giocatori occupa una quantità di tempo pari a quella del gioco stesso; è talmente importante che ci sono giocatori specializzati in questo, noti non tanto come grandi giocatori, ma per le loro doti di analisi e di deckbuilding. Nel senso, possono non avere quelle caratteristiche tali da renderli dei bravi giocatori, ma hanno una conoscenza del gioco e del metagame che sfruttano in maniera creativa per ideare mazzi innovativi. Anche lo studio di certe aperture negli scacchi o l'abilità di memorizzare carte in una partita a Briscola sono risorse mentali, che un giocatore apporta al gioco. 
Con il termine metagioco ci si può anche riferire ad un'attività la cui funzione è creare o modificare le regole di un gioco, cioè quel processo creativo che mettono in campo alcuni giocatori nel creare le proprie house rules. Pertanto, si può giocare a un metagame mentre si scelgono quali regole dovranno essere applicate durante il gioco stesso.
In alcuni specifici videogiochi come i picchiaduro, la schermata iniziale di selezione del personaggio è un elemento del metagame.  Il personaggio scelto dall'avversario ha vari punti di forza che possono essere evitati e punti di debolezza che possono essere sfruttati più facilmente a seconda del personaggio che si sceglie per affrontarlo, la scelta fa parte del metagioco a patto che il giocatore sia a conoscenza di tali punti di forza e di debolezza.
In un wargame come Warhammer Fantasy Battle, i giocatori spendono molto tempo nell'ideare il proprio esercito, sia esteticamente che strategicamente. Garfield fa notare che questo impegno è un processo che entusiasma sempre il giocatore. Inoltre, fattore da non sottovalutare,  ogni giocatore, spesso in maniera involontaria, porta in gioco la propria reputazione di giocatore: la sua posizione in classifica; la sua propensione a bluffare o infastidire gli avversari, la sua correttezza, la sua competitività.

### Cosa un giocatore prende da un gioco
Che sia un premio in denaro o la reputazione all'interno del proprio gruppo, sempre si prende qualcosa da un gioco. Ogni giocatore trae esperienza sia per quanto concerne una maggior conoscenza del gioco stesso, sia per quanto riguarda una maggior conoscenza dei propri avversari e del loro modo di giocare. Tutte cose che influenzeranno le sue partite future. Alla fine di una sessione ogni giocatore trae con sé anche una storia, sia questo il racconto del modo rocambolesco con il quale si è ribaltato il risultato e una partita già persa si è trasformata in vittoria oppure il ricordo di quelle mosse giuste o quelle sbagliate che hanno segnato una sfida, il ricordo di quei momenti divertenti avvenuti durante una partita, quel bagaglio di sensazioni e ricordi che rimangono appiccicati al giocatore.

### Cosa succede tra una partita e l'altra
Il tempo tra una partita ed un'altra è un mondo ricco di metagame, che per molti giocatori può avere un'importanza tanto grande quanto il gioco stesso. Di solito questo tempo serve per riflettere sulle proprie strategie, allenarsi o pianificare le future partite, attività che possono includere esercizi di memoria, una lettura approfondita di regolamenti o di manuali ed articoli. Anche lo studio dell'avversario e del suo stile di gioco, informarsi sulle strategie tipicamente utilizzate da uno specifico giocatore, sono informazioni utili se ci si sta preparando per incontrarlo ad un torneo. Guardare registrazioni delle partite della squadra avversaria è una prassi comune nel calcio come nell'hockey su prato. Studiare le risposte alle aperture tipiche degli scacchi è essenziale per un buon giocatore.
Le discussioni che si fanno alla fine di una partita a proposito del gioco e della partita stessa sono metagame. Tutte le ore perse a confabulare con gli amici, a contrattare, negoziare ed escogitare colpi bassi per una futura sessione a Risiko, sono metagioco. Ma anche dipingere le miniature è un passatempo che rientra nel metagame e pure attaccare adesivi sulla propria tavola da skateboard. Sono tutte attività immersive che trasportano il gioco in un contesto esterno al gioco stesso.
Nei moderni giochi per computer, in particolare nei giochi casual, per tablet o smartphone, quelle attività fuori dal gioco che danno bonus per il gioco stesso sono considerate elementi del metagame, in quanto sono giochi al di fuori del gioco reale. Rientrano quindi in questo contesto i reward systems, giochi di realtà aumentata e la gamification.

### Cosa accade durante il gioco che non è prettamente gioco
Ci sono varie cose che succedono durante una partita, incidendone sul risultato. Un ottimo esempio è il Texas Hold'em dove la strategia fondamentale consiste nel calcolare le probabilità associate alle carte sul tavolo, alle carte nelle mani dei giocatori e il rischio relativo alle scommesse che si fanno e che prendono conto di queste statistiche. Il metagame è invece la combinazione di ciò che i giocatori conoscono riguardo ai loro avversari, le abitudini degli altri giocatori, le tattiche precedentemente usate, la loro attitudine. Si capisce facilmente come le giocate saranno quindi influenzate dalla somma e l’analisi di queste due componenti. In questo senso il metagame è la consapevolezza e il “saper leggere” un più ampio contesto di gioco.
Anche Mohammed Ali quando, tra un pugno ed un altro, sbeffeggiava e provocava i propri avversari per intimidirli, irritarli ed indurli all'errore, stava giocando un metagame contro di loro. Generalmente, però, un atteggiamento di disturbo e di trash talking, a livelli dilettantistici è sconsigliato, mal visto e considerato per lo più scorretto. 
Rientrano in questa categoria anche quelle lunghe discussioni tra i giocatori di ruolo ed il dungeon master, durante quelle parentesi di gioco che estraniano dal mondo in cui si svolge il gioco.

## Giochi di ruolo
I giochi di ruolo sono ricchi di metagame: basti pensare a quanto ammonta il tempo speso fuori dal gioco pensando al gioco stesso. Bisogna però evidenziare un uso particolare del termine metagioco che riguarda questi giochi e che rientra nel primo caso evidenziato da Richard Garfield e cioè a "cosa un giocatore apporta al gioco". Ciò avviene quando il giocatore fa utilizzo delle proprie conoscenze in situazioni in cui invece sarebbero richieste le conoscenze del personaggio. Un personaggio governato da un metagiocatore non agisce seguendo le proprie esperienze di gioco, né secondo il proprio background. Tale comportamento è generalmente mal considerato nelle comunità dei giocatori, in quanto non tiene conto della sospensione dell'incredulità e altera il bilanciamento del gioco. Ciononostante, alcuni giochi di ruolo narrativisti indipendenti favoriscono deliberatamente il metagioco nella cosiddetta "attitudine del regista" e incoraggiano le conversazioni tra giocatori.
Ecco alcuni esempi di metagioco nei giochi di ruolo:
- Modificare le azioni di un personaggio se il giocatore ha qualche conoscenza sulle intenzioni a lungo termine del Dungeon Master.
- Utilizzare alcuni tipi di attacco basati sui punti di forza o sulle debolezze di un mostro o di un altro personaggio, senza che il personaggio giocante ne sappia nulla.
- Modificare il comportamento del proprio personaggio verso altri personaggi in base alle relazioni di vita reale con gli altri giocatori.
- Utilizzare la conoscenza delle meccaniche di gioco per guadagnare vantaggi nel gioco.
- Considerare che una stranezza nel mondo di gioco sia un errore del Dungeon Master piuttosto che qualcosa su cui indagare.
- Visionare le schede di altri personaggi allo scopo di ottenere informazioni sul personaggio giocante.
- Cambiare le proprie intenzioni, interazioni e relazioni con altri personaggi, o con la situazione in corso, in base ad informazioni ottenute visionando le schede di altri.
- Considerare che se un oggetto (spesso una cassa, una scrivania od una libreria) è espressamente nominato dal Dungeon Master durante la descrizione iniziale di un'area, allora esso deve avere una qualche importanza nel gioco, ed esaminarlo immediatamente (ignorando quindi altri oggetti potenzialmente presenti nell'area).
- Decidere le azioni di un personaggio in base a come le meccaniche di gioco modificheranno il risultato.
- Qualunque azione basata sulla conoscenza che si sta partecipando ad un gioco.
- Modificare le reazioni dei personaggi in maniera da contrastare deliberatamente i piani dei personaggi giocanti.
- Creare incontri ed avventure progettate specificatamente per contrastare le abilità dei giocatori.
- Durante la creazione di un personaggio, scegliere delle debolezze supponendo che molto probabilmente il Dungeon Master non le sfrutterà a pieno, di fatto acquisendo delle opzioni aggiuntive senza pagare la corrispondente penalità.

## Carte collezionabili
In Magic: the Gathering e in altri giochi di carte collezionabili, con metagame si intende essenzialmente "la descrizione di ciò che giocano gli altri".  Cioè, in un determinato contesto di gioco, questo si focalizza sulla conoscenza dei mazzi più in voga, la migliore configurazione delle carte, le sinergie più forti e le strategie più efficaci.
In una partita a Magic ci sono (almeno) due giocatori, mentre si ha il controllo sulla scelta delle proprie carte, la variante principale è il mazzo giocato dall'avversario. Tenere presente questa variabile, durante la costruzione del proprio mazzo, vuol dire prendere in considerazione il metagame. La conoscenza del metagame porta alla costruzione di mazzi migliori dal punto di vista della strategia generale, ma anche alla costruzione di mazzi che siano in grado di affrontare il mazzo degli altri.  L'obiettivo è costruire un mazzo più forte possibile.
La conoscenza delle tendenze del metagame e dei flussi di gioco può dare ai giocatori un vantaggio rispetto agli altri partecipanti, sia mentre stanno giocando, permettendo loro di riconoscere rapidamente che tipo di mazzo hanno gli avversari e individuando le loro probabili carte e le strategie; sia durante il processo di costruzione del mazzo, consentendo di selezionare quelle carte che si comportano meglio contro i tipi di mazzo più diffusi, a scapito però delle prestazioni rispetto a quelli più rari. In questi ambienti il metagame è spesso influenzato e controllato da nuovi elementi aggiunti dagli sviluppatori e dagli editori, dalle le nuove espansioni di carte o dalle liste di carte bandite dal gioco. 
Se in un piccolo gruppo di amici è facile descrivere e conoscere il metagame, in quanto si ci si conosce l'un l'altro e spesso vengono giocati gli stessi mazzi, nei tornei il metagame non è così definito in quanto non si conoscono gli avversari e spesso verranno giocati mazzi sconosciuti. In questi casi, i giocatori sono comunque in grado di prevedere i mazzi con i quali si scontreranno al torneo: in base al passaparola; la lettura di blog, forum e articoli specifici; in base a ciò che è stato giocato al torneo precedente; un’impressione sulla tendenza generale dei mazzi, la loro forza e strategia; sulla conoscenza dei mazzi più in voga... 
Anche il mercato secondario e la vendita di carte singole è fortemente influenzato dalle tendenze del metagame: le carte diventano più preziose quando sono popolari, variando molto di prezzo a seconda della loro rarità.